# 英格蘭的菲莉琶
英格蘭的菲莉琶（英語：Philippa of England，1394年—1430年1月5日），丹麥、瑞典、挪威王后，英格蘭國王亨利四世的女兒。
1406年，菲莉琶與丹麥女王瑪格麗特一世的外甥孫、卡爾馬聯合的繼承者波美拉尼亞的埃里克結婚，兩人沒有子女。1423至1425年間，菲莉琶以攝政的身份統治北歐三國。1430年菲莉琶去世，死後葬在瑞典的瓦斯泰納修道院。